# Peter Krause (Synchronsprecher)
Peter Krause

Link zum Bild

Peter Krause (* 1957 in Freyung) ist ein deutscher Journalist und Synchronsprecher. Bekannt wurde Krause vor allem als deutscher Stammsprecher der Disney-Figur Donald Duck, die er bis 2019 sprach.

## Leben
Peter Krause, Sohn einer Krankenschwester und eines Bundesnachrichtendienst-Mitarbeiters, verbrachte die ersten drei Jahre seines Lebens in Bayern. 1960 bekam sein Vater das Angebot mit der Familie nach New York zu ziehen. Während dieser Zeit kam Krause das erste Mal mit Cartoons in Berührung. Doch bereits 1964 zog die Familie zurück nach Deutschland und wohnte von nun an in München. Mit 10 Jahren lernte Krause von seinem Cousin während der Sommerferien, wie Donald Duck zu sprechen.
Krause brach wenige Jahre später das Abitur ab und begann als Schlagzeuger und Musikmanager zu arbeiten. 1982 zog Peter Krause nach West-Berlin, wo er 8 Jahre lang als Taxifahrer arbeitete.

## Synchronisation
Er bewarb sich während dieser Zeit zweimal als Synchronsprecher für Donald Duck: 1982 beim Sender Freies Berlin und 1984 bei Disney USA. Sein Angebot wurde allerdings beide Male abgelehnt, weil Cartoons zu dieser Zeit zu teuer in der Produktion waren.
1988 kam jedoch Falsches Spiel mit Roger Rabbit in die Kinos. Der Film sorgte dafür, dass Disney nun Interesse daran zeigte, die Synchronfassungen so nah wie möglich am Original zu halten. Krauses nächste Bewerbung als Synchronsprecher war von Erfolg gekrönt. Man war von seiner Stimme begeistert und ließ ihn wenig später sämtliche früher erschienenen Cartoons neu synchronisieren. Mittlerweile ist seine Stimme in über 450 Filmen zu hören.
Mitte 2019 erlitt er eine Gehirnblutung und musste vorübergehend durch Anita Heilker, Donald Ducks niederländische Synchronstimme ersetzt werden. 2021 wurde Robyn Schmidder Krauses offizieller Nachfolger.

## Sonstiges
1998 begann Peter Krause als Journalist u. a. für den Westdeutschen Rundfunk, Deutschlandfunk, den Südwestrundfunk und den Bayerischen Rundfunk zu arbeiten.
Seit einigen Jahren tourt Krause mit seiner Show „Der Donald Duck in Peter Krause“ durch Deutschland.